# Constante des nombres premiers
En mathématiques récréatives, la constante des nombres premiers est le nombre réel {\displaystyle \rho }, compris entre 0 et 1, dont le {\displaystyle n}-ième chiffre binaire après la virgule est 1 si {\displaystyle n} est premier et 0 si {\displaystyle n} est composé ou égal à 1.

## Description
De façon plus rigoureuse, le développement binaire de {\displaystyle \rho } correspond à la fonction caractéristique {\displaystyle \chi _{\mathbb {P} }} de l'ensemble {\displaystyle \mathbb {P} } des nombres premiers :
{\displaystyle \rho =\sum _{p\in \mathbb {P} }{\frac {1}{2^{p}}}=\sum _{n\in \mathbb {N} ^{*}}{\frac {\chi _{\mathbb {P} }(n)}{2^{n}}}.}
Le début du développement décimal de ρ est : {\displaystyle 0{,}4146825098}.
Le début de son développement binaire est : {\displaystyle 0{,}0110101000}.
On démontre par l'absurde que {\displaystyle \rho } est irrationnel. Pour cela, supposons qu'il est rationnel, c'est-à-dire de développement périodique à partir d'un certain rang, en base b = 10 comme en toute base b entière, en particulier en base deux.
Notons {\displaystyle r_{k}} le {\displaystyle k}-ième chiffre de ce développement binaire de {\displaystyle \rho }. Il existe donc deux entiers {\displaystyle k>0} et {\displaystyle N} tels que {\displaystyle r_{n}=r_{n+k}} pour tout {\displaystyle n\geq N}.
Pour {\displaystyle k} et {\displaystyle N} comme ci-dessus, choisissons un nombre premier {\displaystyle p\geq N}. Alors, {\displaystyle 1=r_{p}=r_{p+k}=r_{p+2k}=\dots =r_{p+pk}}, ce qui est absurde puisque {\displaystyle p+pk=p(k+1)} est composé.